# Neuville-en-Beaumont
Neuville-en-Beaumont és un municipi francès situat al departament de la Manche i a la regió de Normandia. L'any 2007 tenia 37 habitants.

## Demografia

### Població
El 2007 la població de fet de Neuville-en-Beaumont era de 37 persones. Hi havia 20 famílies de les quals 8 eren unipersonals (8 homes vivint sols), 8 parelles sense fills i 4 parelles amb fills.
La població ha evolucionat segons el següent gràfic:
Habitants censats

### Habitatges
El 2007 hi havia 24 habitatges, 18 eren l'habitatge principal de la família i 6 eren segones residències. Tots els 24 habitatges eren cases. Dels 18 habitatges principals, 12 estaven ocupats pels seus propietaris i 7 estaven llogats i ocupats pels llogaters; 4 tenien tres cambres, 9 en tenien quatre i 6 en tenien cinc o més. 15 habitatges disposaven pel capbaix d'una plaça de pàrquing. A 14 habitatges hi havia un automòbil i a 2 n'hi havia dos o més.

### Piràmide de població
La piràmide de població per edats i sexe el 2009 era:
| Homes | Edats   | Dones |
| ----- | ------- | ----- |
| 0     | 95 o +  | 0     |
| 0     | 90 a 94 | 0     |
| 0     | 85 a 89 | 0     |
| 0     | 80 a 84 | 0     |
| 0     | 75 a 79 | 0     |
| 0     | 70 a 74 | 0     |
| 4     | 65 a 69 | 0     |
| 8     | 60 a 64 | 12    |
| 0     | 55 a 59 | 0     |
| 4     | 50 a 54 | 4     |
| 0     | 45 a 49 | 0     |
| 0     | 40 a 44 | 0     |
| 0     | 35 a 39 | 4     |
| 4     | 30 a 34 | 0     |
| 0     | 25 a 29 | 0     |
| 0     | 20 a 24 | 0     |
| 0     | 15 a 19 | 0     |
| 8     | 10 a 14 | 0     |
| 0     | 5 a 9   | 0     |
| 0     | 0 a 4   | 4     |

## Economia
El 2007 la població en edat de treballar era de 19 persones, 14 eren actives i 5 eren inactives. Les 14 persones actives estaven ocupades(8 homes i 6 dones).. De les 5 persones inactives 1 estava jubilada, 1 estava estudiant i 3 estaven classificades com a «altres inactius».
Activitats econòmiques
L'any 2000 a Neuville-en-Beaumont hi havia 5 explotacions agrícoles.

## Poblacions més properes
El següent diagrama mostra les poblacions més properes.